# Санта-Барбара-де-Неше
Санта-Барбара-де-Неше (порт. Santa Bárbara de Nexe) — район (фрегезия) в Португалии, входит в округ Фару. Является составной частью муниципалитета Фару. По старому административному делению входил в провинцию Алгарве (регион). Входит в экономико-статистический субрегион Алгарве, который входит в Алгарве. Население составляет 4119 человек на 2001 год. Занимает площадь 42,312 км².